# Obiekt 279
Obiekt 279 (Объект 279) – radziecki eksperymentalny czołg ciężki zbudowany w 1959 roku.

## Budowa
Czołg był tworzony w Zakładach Przemysłowych Kirowa, przez grupę inżyniera L. Trojanowa. Praca nad pojazdem rozpoczęła się w 1957 roku, prototyp został stworzony pod koniec 1959 roku.
Pojazd ten posiadał 4 gąsienice osadzone na dwóch podłużnych, pustych belkach, które były również wykorzystane jako zbiorniki paliwa. Posiadał hydro-pneumatyczne zawieszenie i 3 stopniową przekładnię obiegową. Jednostkowy nacisk pojazdu na podłoże nie przekraczał 0,6 kg/cm². Konstrukcja zawieszenia umożliwiała pokonywanie przeszkód takich jak bagna, głęboki śnieg czy zapory przeciwczołgowe.
Czołg był wyposażony w 1000–konny silnik wysokoprężny 2DG-8M, pozwalający 60–tonowemu pojazdowi osiągnięcie prędkości 55 km/h, utrzymując zasięg na poziomie 300 km. Na wyposażeniu znajdował się automatyczny system gaśniczy.

### Pancerz
Kadłub czołgu chronił pancerz o grubości dochodzącej do 269 mm, dodatkowo pokrywała go cienka, eliptyczna powłoka chroniąca pojazd przed pociskami podkalibrowymi. Konstrukcja zapobiegała wywróceniu pojazdu przez falę uderzeniową w przypadku wybuchu jądrowego. Pancerz składał się ze stalowych struktur o nieregularnych kształtach, różnej grubości i pod różnym kątem nachylenia. Budowa pancerza miała chronić przed pociskami kumulacyjnymi.
Wieża w najgrubszym miejscu miała 319 mm pancerza, była zbudowana w podobny sposób, jak kadłub. Również pierścień wieży był silnie opancerzony. Czołg zapewniał załodze ochronę chemiczną, biologiczną, radiologiczną i nuklearną (CBRN).

### Uzbrojenie
Czołg był wyposażony w 130 mm, gwintowaną armatę M-65 wystrzeliwującą pociski APDS z prędkością wylotową 1000 m/s, co umożliwiało penetrację 450 mm pancerza RHA (ang. Rolled Homogeneous Armour, pol. walcowany jednorodny pancerz) pod kątem 90°. Dodatkowym uzbrojeniem był sprzężony 14,5 mm karabin maszynowy KPWT z zapasem 800 pocisków. Broń była stabilizowana w dwóch płaszczyznach za pomocą elektro-hydraulicznego stabilizatora „Burza”. Obiekt 279 posiadał na stanie amunicję w liczbie 40 sztuk, przy czym ładunek i pocisk były ładowane oddzielnie.
Armata była wyposażona w system półautomatycznego ładowania, pozwalający oddać 5-7 strzałów na minutę. System kontroli ognia składał się z optycznego dalmierza, auto-naprowadzania i noktowizora L2 z aktywnym reflektorem podczerwieni.

## Historia
Jednym z powodów porzucenia projektu tego czołgu, jak również innych projektów czołgów ciężkich, był fakt, że Rosjanie zaprzestali wykorzystywania tego typu pojazdów do roku 1960. Od tamtego czasu masa najcięższych pojazdów nie przekracza 50 ton (nie wliczając żadnego dodatkowego wyposażenia). Miało to związek z ówczesną polityką Związku Radzieckiego:

А 22 июля 1960 г. на демонстрации новой техники на полигоне Капустин Яр Н. С. Хрущев категорически запретил прием на вооружение любых танков массой более 37 т, тем самым поставив крест на всей программе тяжелых танков, оказавшейся столь результативной

22 lipca 1960 roku, podczas demonstracji nowych technologii na terenie kosmodromu Kapustin Jar, Chruszczow kategorycznie zabronił wykorzystywania do celów militarnych czołgów cięższych niż 37 ton, tym samym kładąc kres całemu programowi czołgów ciężkich

Duży wpływ na taką decyzje miał fakt, że Chruszczow był zwolennikiem pojazdów wykorzystujących pociski kierowane – wykorzystywał je m.in. czołg eksperymentalny Obiekt 775.
Ponadto radziecka armia potrzebowała czołgów o masie pozwalającej na przekraczanie własnych mostów. W sytuacji obrony ojczyzny, takiej, jaka miała miejsce podczas II wojny światowej, nie można było polegać na czołgach ciężkich.
Innym powodem była seria poważnych niedociągnięć w obrębie zawieszenia wykryta podczas testów. Dodatkowymi minusami były niska zwinność, spadek sprawności podczas przekraczania terenów bagiennych, skomplikowana budowa i wysoka cena produkcji. Konstrukcja zawieszenia nie pozwalała na dostęp do wewnętrznych gąsienic, przez co utrudnione były konserwacja i ewentualna naprawa.